# Беркутла
Беркутла — река в России, протекает по Фёдоровскому району республики Башкортостан. Длина реки составляет 16 км.
Начинается в селе Гончаровка. Течёт на юго-восток до села Акбулатово, затем направляется на юг через Николаевку, Петровку, Новотроицкое, Дедово. Устье реки находится в 151 км по левому берегу реки Ашкадар.
Основной приток — Туктар — впадает справа.

## Данные водного реестра
По данным государственного водного реестра России относится к Камскому бассейновому округу, водохозяйственный участок реки — Белая от города Салавата до города Стерлитамака, речной подбассейн реки — Белая. Речной бассейн реки — Кама.
Код объекта в государственном водном реестре — 10010200512111100018168.